# Edarling
 (janvier 2016).
Si vous disposez d'ouvrages ou d'articles de référence ou si vous connaissez des sites web de qualité traitant du thème abordé ici, merci de compléter l'article en donnant les références utiles à sa vérifiabilité et en les liant à la section « Notes et références ».
eDarling est un site web de rencontre par affinités présent en Europe. Selon une étude Ifop, eDarling est l’un des réseaux sociaux les plus connus en France en 2010. Le site web est géré par la société Affinitas GmbH, dont le siège social se situe à Berlin, en Allemagne. Les deux principaux investisseurs sont les sociétés Rocket Internet GmbH et eHarmony.

## Création de l'entreprise
En 2008, David Khalil et Lukas Brosseder fondent Affinitas GmbH, la société qui gère eDarling. Ils ont tous deux l’ambition de créer un site qui permettrait aux gens de créer de véritables relations durables. Pour lancer leur projet, ils bénéficient au départ d’un investissement de Rocket Internet GmbH, impliquant les frères Alexandre, Marc et Olivier Samwer, fondateurs de Alando (racheté par eBay) et Jamba !. Ils vont ensuite s’associer à Christian Vollman (fondateur d’ilove et MyVideo) et Kai Rieke. L’entreprise va marquer un tournant en février 2010 avec l’arrivée d’un nouvel investisseur, eHarmony. C’est le site de rencontre par affinités le plus connu aux États-Unis[réf. nécessaire], qui va acquérir 30 % d’eDarling, devenant ainsi l’un des plus importants investisseurs de l’entreprise . 
La société, créée en 2008 en Allemagne, s’est rapidement étendue sur le marché européen. En janvier 2013, elle est présente dans 20 pays : l’Allemagne, la France, l’Autriche, la Suisse, la Belgique, l’Espagne, la Pologne, les Pays-Bas, la Suède, l’Italie, la Russie, la Turquie, la République Tchèque, la Norvège, le Mexique, le Chili, Hongrie, Danemark, Finlande et Slovaquie.
Le site compte en février 2016 plus de 13 millions d’utilisateurs. En France, selon les données d’Alexa.com, les usagers du site edarling.fr sont en majorité des CSP+ (cadres), avec un âge moyen qui se situe entre 45 et 54 ans. Le site connaît une grande parité hommes femmes.

## La méthode eDarling
eDarling est un site qui propose des rencontres par affinités, en se fondant sur un test de personnalité. Le service dit de « matching » offert par eDarling se base sur le modèle des « Big Five » : il tient compte non seulement des données démographiques, des préférences personnelles mais aussi du profil psychologique des usagers.  La méthode de compatibilité d’eDarling se fonde en partie sur celle d’eHarmony.
À l’origine, le Dr Neil Clark Warren, fondateur d’eHarmony, a mené des recherches approfondies[réf. nécessaire], en collaboration avec le Dr Galen Buckwalter. Ils démontrent qu’une grande compatibilité au sein du couple est la base pour former une relation amoureuse durable[réf. nécessaire].  Ils ont distingué les 29 facteurs de personnalité (contexte familial, éducation, valeurs morales, rapport à la religion, tempérament émotionnel, etc.) qui influent sur la relation de couple, et les ont rassemblés en un test scientifique de compatibilité (20/30 minutes, 280 questions).
Cette méthode a fait ses preuves aux États-Unis : en moyenne, 542 personnes par jour se marient grâce à une rencontre sur eHarmony, ce qui représente environ 5 % des mariages aux États-Unis .[réf. nécessaire]

## Services additionnels
En plus de son service de matchmaking, le site propose au grand public une rubrique de conseil sur les thèmes des relations de couples, la sexualité ou encore la famille.
Pour cela, eDarling compte sur une équipe de recherche composée du Dr Wiebke Neberich, docteur en psychologie de l’Université Humboldt de Berlin, et du Dr Jochen Gebauer, membre du « Centre de Recherche sur l’Individu et l’Identité » (CRSI ou Centre for Research on Self and Identity) de l’Université de Southampton. Cette équipe de recherche se charge de publier des études scientifiques sur le blog d’eDarling.
Le site web, comme la majorité des sites de rencontre, annonce un service clientèle joignable par téléphone, email et chat.
Il est possible de répondre au test de personnalité et d’accéder à ses résultats personnels sans payer. L’adhésion Premium (payante) proposée par eDarling permet une communication illimitée avec les autres usagers ainsi qu’un accès aux photos des autres membres. L’adhésion Premium peut être contractée pour une période de 1, 3, 6, 12, ou 24 mois : plus l’abonnement est de longue durée, moins le prix au mois est élevé.

## Protection des données
La protection des données personnelles des membres eDarling est réalisée en conformité avec les normes européennes établies par la Commission européenne[réf. nécessaire]. Grâce au partenariat qu'elle entretient avec Affinitas GmbH, eHarmony s’est engagé à répondre à ces normes pour assurer la protection des données des utilisateurs européens.

## Service de qualité
Les sites eDarling ont reçu différentes récompenses pour leur qualité et leur sérieux. Par exemple, en Allemagne, la récompense « TÜV Signe d’Excellence » a été remise au site. En France, eDarling a signé la charte de confiance des sites de rencontre, s’engageant ainsi à offrir un service de qualité et sécurisé.

## Campagne publicitaire
Afin de dissiper certains préjugés sur les sites de rencontre, eDarling a lancé en 2011 une campagne publicitaire réunissant des couples ayant utilisé ce service. La campagne a ainsi réuni 21 couples venant de 4 pays européens (France, Espagne, Allemagne et Autriche). Cinq couples français ont ainsi participé à la campagne et partagé leur expérience.

## Critiques
Le site eDarling est reconnu et apprécié pour l’efficacité de sa méthode de compatibilité et sa vérification manuelle des profils, qui assure la qualité des membres inscrits.[réf. nécessaire]
Néanmoins, parmi les critiques les plus fréquentes que le site reçoit des forums et des sites Web dédiés au secteur de la rencontre, il est possible de trouver les éléments suivants :
- Ne pas pouvoir accéder gratuitement à toutes les fonctionnalités du site. Il n'est pas possible par exemple, d'envoyer des messages avec un compte gratuit. Il est seulement possible de consulter les profils.
- Non-respect des lois françaises sur la protection des droits des consommateurs (notamment non-respect du droit de rétractation)
- Ne pas être en mesure de savoir quels utilisateurs sont premium ou non lors des premières étapes de la communication.
- Reconduction automatique des abonnements et poursuites par société de recouvrement (recocash) si vous refusez de payer alors que vous n'avez pas le service demandé (nombreux forums évoquent le sujet, l'agence Européenne des consommateurs http://www.europe-consommateurs.eu/fr/fr/nous-connaitre/nous-contacter/reclamations/ apporte un soutien à ceux qui considèrent avoir été arnaqués)
- Utilisateurs peu nombreux à télécharger une photo de profil.
- Inefficacité des profils proposés malgré les tests psychologiques à l'inscription.
- Disparition rapide de nombreux profils qui laisse penser à l'existence de profils-bidons.